# Ålesund
Ålesund ( ? i  escolteu-ne la pronunciació en noruec) és una ciutat i municipi situat al comtat de Møre og Romsdal, Noruega. Té una població de 46.747 habitants (2016) i la seva superfície és de 98.78 km². És part del districte tradicional de Sunnmøre. És un port marítim, i es caracteritza per la seva concentració arquitectònica d'art Nouveau.

## Informació general

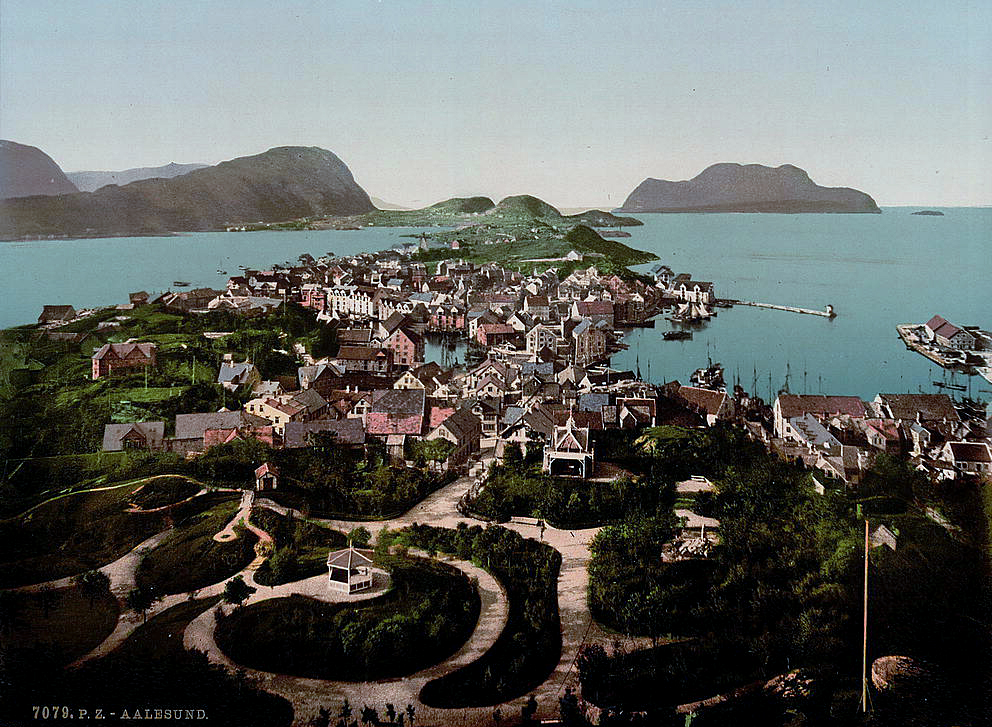
Ålesund al voltant del 1895.

El port d'Ålesund va ser establert com a municipi l'1 de gener de 1838. Al principi estava completament envoltat pel municipi de Borgund. El port d'Ålesund va rebre els drets de la ciutat el 1848. L'1 de gener de 1875, part del municipi de Borgund (població: 902) va ser traslladada a la ciutat d'Ålesund. El 1922, una altra part del municipi de Borgund (població: 1.148) va ser traslladada a la ciutat d'Ålesund. L'1 de gener de 1968, la major part del municipi veí de Borgund (població: 20.132) es va fusionar amb Ålesund. Aquesta nova fusió va fer que la població del municipi augmentés a 38.589 habitants. L'1 de gener de 1977, l'illa de Sula i alguns petits illots dels voltants (població: 6.302) es van separar d'Ålesund per formar el nou municipi de Sula.

### Etimologia

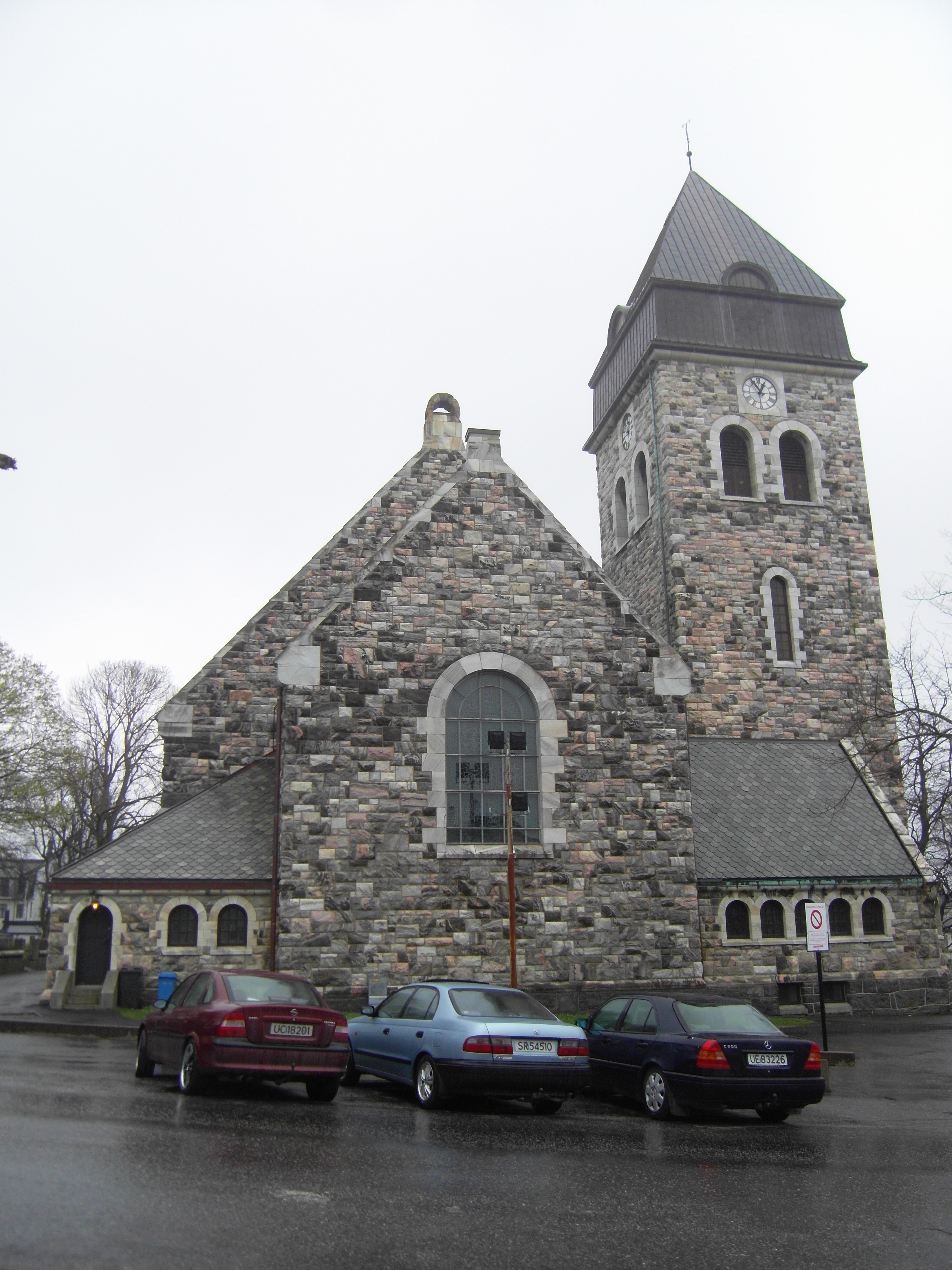
Església d'Ålesund.

Una part de la ciutat era coneguda originalment com a Kaupangen Borgund. La paraula en nòrdic antic de kaupang significa "mercat" o "ciutat", per tant volia dir "el mercat de Borgund". La forma en nòrdic antic del nom actual era Álasund. El primer element d'ál és el genitiu plural d'"anguila" i l'últim element és sund que significa "estret" o "so". Abans del 1921, el nom era escrit Aalesund.

### Escut d'armes
L'escut d'armes se'ls hi va concedir l'1 d'abril de 1898. L'escut simbolitza la importància de la pesca a la ciutat. El tipus de vaixell era típicament utilitzat als segles XVIII i xix i es pren d'un dibuix fet el 1762. Les ones i els peixos es van afegir quan es va realitzar l'escut.

### Esglésies
L'Església de Noruega té cinc parròquies (sokn) dins del municipi d'Ålesund. És part del deganat de Nordre Sunnmøre a la Diòcesi de Møre. La seu del deganat es troba a l'església d'Ålesund.
| Parròquia (Sokn) | Nom de l'església      | Localització      | Any de construcció |
| ---------------- | ---------------------- | ----------------- | ------------------ |
| Ålesund          | Església d'Ålesund     | Aspøy             | 1909               |
| Ålesund          | Església de Skarbøvik  | Hessa             | 1995               |
| Volsdalen        | Església de Volsdalen  | Nørvøya (Ålesund) | 1974               |
| Borgund          | Església de Borgund    | Borgund/Nørvasund | c. 1300            |
| Ellingsøy        | Església d'Ellingsøy   | Ellingsøya        | 1998               |
| Spjelkavik       | Església de Spjelkavik | Spjelkavik        | 1987               |

## Història

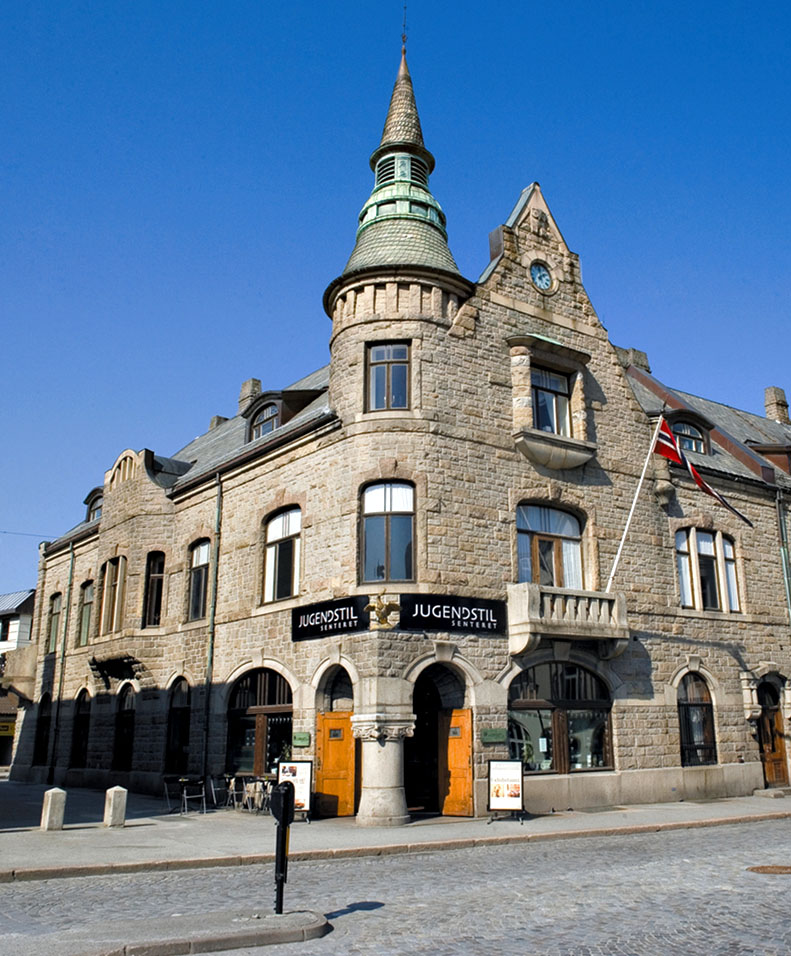
Jugendstilsenteret - el centre d'art Nouveau de Noruega.

La llegenda diu que Gangerolf, conegut fora de Noruega com Rol·ló de Normandia, fundador de la dinastia dels ducs de Normandia al segle x, provenia de Giske, al nord-oest d'Ålesund.
La nit del 23 de gener de 1904, la ciutat va patir un important incendi, l'anomenat Incendi d'Ålesund. Pràcticament la ciutat sencera fou destruïda i la població va haver d'abandonar-la. Únicament va morir una persona però prop de 10.000 van quedar sense casa.
Després de l'incendi, Guillem II de Prússia, que estiuejava pels voltants, va enviar 4 vaixells amb materials per a construir albergs temporals i barracons. Després d'un període de planificació, la ciutat fou reconstruïda amb pedra i totxo en Art Nouveau, l'estil arquitectònic de l'època, famós per les torretes, agulles i ornamentació decorativa. L'estructura fou dissenyada per arquitectes i constructors formats a Trondheim i Charlottenburg (Berlín). La reconstrucció es va produir entre 1904 i 1907.
El terme "Petita Londres" s'aplicà sovint al municipi durant l'ocupació de Noruega per l'Alemanya nazi a causa de la resistència noruega que va tenir lloc aquí. Entre altres coses, la ciutat era la central per als vols a Escòcia i Anglaterra.

## Geografia

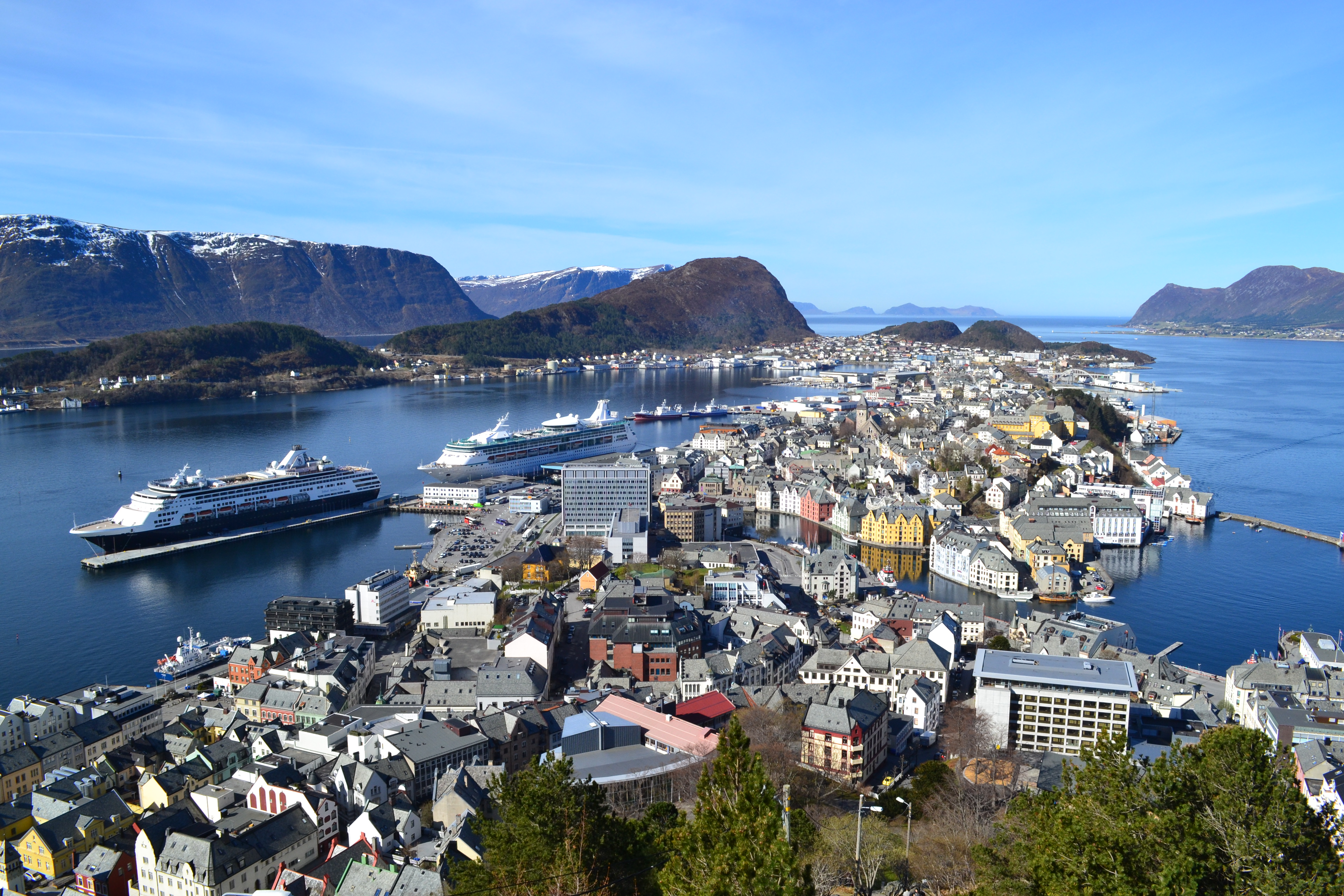
Vista d'Ålesund el 2013.

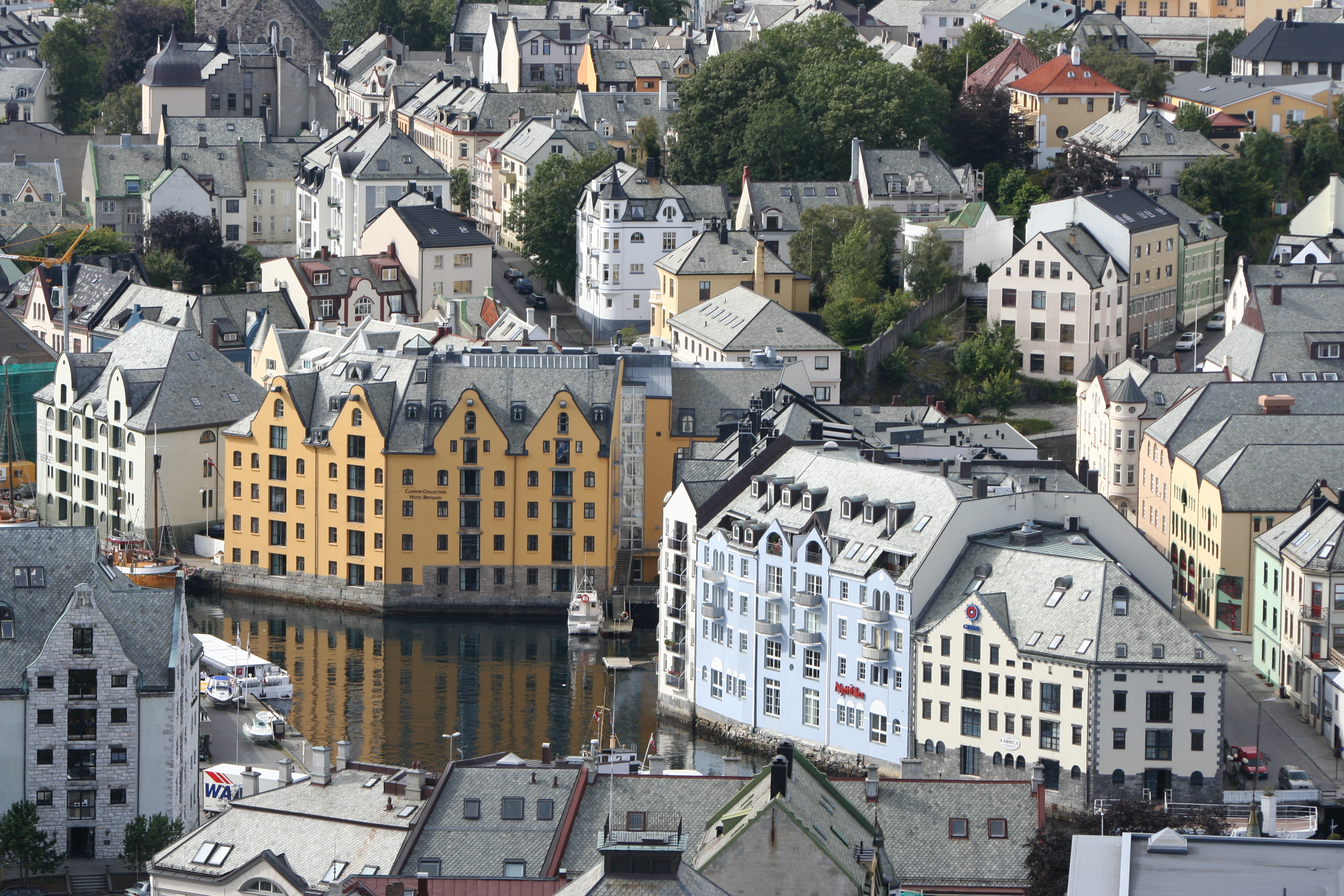
El centre històric d'Ålesund.

El municipi d'Ålesund ocupa set de les illes exteriors del comtat de Møre og Romsdal: Hessa, Aspøya, Nørvøya, Oksenøya, Ellingsøya, Humla i Tørla. El centre del municipi es troba a les illes d'Aspøya i de Nørvøya, mentre que Hessa i Oksnøya són zones residencials.
La segona illa més gran, Ellingsøya, que solia ser accessible només amb vaixell o per carretera a través del municipi de Skodje, va canviar totalment quan el 1987 hi va ser construït un túnel submarí per poder connectar el centre de la ciutat amb l'illa més ràpidament. El túnel és 3.481 metres de llarg, i es va reparar el 2009.
Situat a 236 km al nord-est de la ciutat de Bergen, Ålesund es troba entre els fiords de Hjørund i Geiranger, fiords declarats Patrimoni de la Humitat per la UNESCO.
El municipi cobreix una àrea de 93 quilòmetres quadrats. La població el 2016 era de 46 747, de manera que la densitat de població de 477,01 habitants per quilòmetre quadrat. El municipi també conté tres petites àrees urbanes separades a l'illa d'Ellingsøya: Hoffland, Arset, i Myklebost amb una població total de 1.279. Altres pobles són Løvika i Spjelkavik, a l'illa d'Uksenøya.

### Clima
Ålesund té un clima temperat oceànic (Köppen: Cfb). Els hiverns són suaus, humits i ventosos; el mes més fred de l'any és el gener, amb una temperatura mitjana de 2 °C. La temperatura més baixa registrada a l'aeroport d'Ålesund-Vigra va ser de -11 °C. El clima és extremadament suau per a les zones interiors de latitud i en els paral·lels similars, especialment a les terres baixes de Suècia veure estius calorosos i hiverns molt freds. La temperatura més alta mai registrada a Alesund és de 34 °C.
| Dades climàtiques a Ålesund        | Dades climàtiques a Ålesund | Dades climàtiques a Ålesund | Dades climàtiques a Ålesund | Dades climàtiques a Ålesund | Dades climàtiques a Ålesund | Dades climàtiques a Ålesund | Dades climàtiques a Ålesund | Dades climàtiques a Ålesund | Dades climàtiques a Ålesund | Dades climàtiques a Ålesund | Dades climàtiques a Ålesund | Dades climàtiques a Ålesund | Dades climàtiques a Ålesund |
| Mes                                | gen                         | febr                        | març                        | abr                         | maig                        | juny                        | jul                         | ag                          | set                         | oct                         | nov                         | des                         | anual                       |
| ---------------------------------- | --------------------------- | --------------------------- | --------------------------- | --------------------------- | --------------------------- | --------------------------- | --------------------------- | --------------------------- | --------------------------- | --------------------------- | --------------------------- | --------------------------- | --------------------------- |
| Màxima rècord °C (°F)              | 12 (54)                     | 11 (52)                     | 14 (57)                     | 20 (68)                     | 22 (72)                     | 25 (77)                     | 34 (93)                     | 27 (81)                     | 21 (70)                     | 18 (64)                     | 16 (61)                     | 12 (54)                     | 34 (93)                     |
| Màxima mitjana °C (°F)             | 3 (37)                      | 3 (37)                      | 5 (41)                      | 7 (45)                      | 11 (52)                     | 13 (55)                     | 15 (59)                     | 15 (59)                     | 12 (54)                     | 10 (50)                     | 6 (43)                      | 4 (39)                      | 8 (46)                      |
| Mitjana diària °C (°F)             | 2 (36)                      | 2 (36)                      | 3 (37)                      | 5 (41)                      | 9 (48)                      | 11 (52)                     | 13 (55)                     | 13 (55)                     | 11 (52)                     | 8 (46)                      | 5 (41)                      | 2 (36)                      | 7 (45)                      |
| Mínima mitjana °C (°F)             | 1 (34)                      | 1 (34)                      | 1 (34)                      | 2 (36)                      | 7 (45)                      | 9 (48)                      | 11 (52)                     | 11 (52)                     | 8 (46)                      | 6 (43)                      | 3 (37)                      | 1 (34)                      | 5 (41)                      |
| Mínima rècord °C (°F)              | −11 (12)                    | −7 (19)                     | −7 (19)                     | −5 (23)                     | −1 (30)                     | 3 (37)                      | 7 (45)                      | 2 (36)                      | 0 (32)                      | −1 (30)                     | −6 (21)                     | −10 (14)                    | −11 (12)                    |
| Precipitació mitjana mm (polzades) | 122 (4.8)                   | 100 (3.94)                  | 100 (3.94)                  | 73 (2.87)                   | 55 (2.17)                   | 67 (2.64)                   | 87 (3.43)                   | 107 (4.21)                  | 176 (6.93)                  | 172 (6.77)                  | 160 (6.3)                   | 161 (6.34)                  | 1.380 (54,33)               |
| Mitjana de dies de pluja           | 17                          | 14                          | 17                          | 17                          | 19                          | 20                          | 20                          | 22                          | 24                          | 23                          | 21                          | 18                          | 232                         |
| Mitjana de dies de neu             | 13                          | 10                          | 11                          | 8                           | 1                           | 0                           | 0                           | 0                           | 0                           | 2                           | 7                           | 12                          | 64                          |
| Mitjana de dies de gelada          | 13                          | 13                          | 10                          | 5                           | 0                           | 0                           | 0                           | 0                           | 0                           | 1                           | 4                           | 11                          | 57                          |
| Humitat relativa mitjana (%)       | 74                          | 74                          | 76                          | 79                          | 79                          | 82                          | 85                          | 85                          | 80                          | 76                          | 74                          | 76                          | 78                          |
| Font: Weatherbase                  |                             |                             |                             |                             |                             |                             |                             |                             |                             |                             |                             |                             |                             |

## Economia

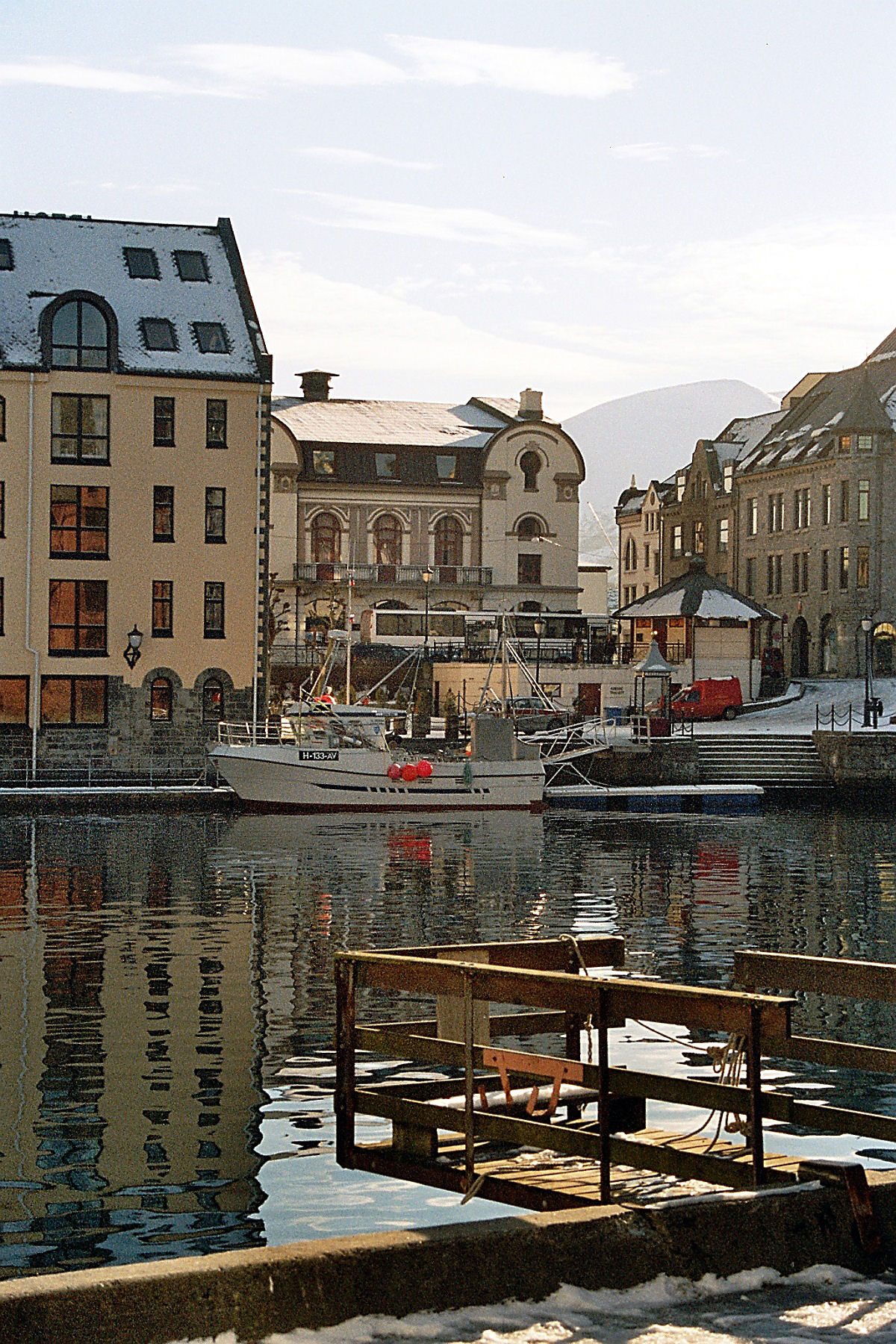
El port de la ciutat a l'hivern.

Ålesund és un dels majors i més importants ports de pesca de Noruega. La seva flota és una de les més modernes d'Europa. La indústria mobiliària de la ciutat també és de gran importància. Ålesund és també escala del creuer Hurtigruten dos cops al dia. Aquest creuer, antigament de transport postal, és avui dia una de les formes que existeixen per a conèixer la costa noruega.
La Universitat d'Ålesund (Høgskolen i Ålesund) és la institució d'ensenyament principal de la ciutat.

## Transports
La naturalesa està molt present a Ålesund i els seus voltants. La ciutat es troba a prop dels fiords Hjørund i Geiranger, molt freqüentats pel turisme. Des de la ciutat d'Øye, a la capçalera del fiord de Hjørund surt una carretera cap al sud, al fiord de Nordfjord, i des del poble de Maråk al fiord de Geiranger una altra carretera es dirigeix cap a Otta. Des d'Åndalsnes, uns 120 km a l'est d'Ålesund, el ferrocarril circula cap a Dombås, i des d'aquí cap al sud a la línia fèrria anomenada Dovrebanen cap a Lillehammer i Oslo. El port d'Ålesund té connexions amb Bergen, Kingston upon Hull, Newcastle, Hamburg i Trondheim.

## Fills il·lustres
- John Arne Riise, jugador de futbol.
- Edvard Moser, psicòleg, neuròleg, i director de la Universitat Noruega de Ciència i Tecnologia (NTNU), guanyador del Premi Nobel de Medicina o Fisiologia.
- Kristin Krohn Devold (1961), antiga ministra de Defensa de Noruega.

## Ciutats agermanades
Ålesund manté una relació d'agermanament amb les següents localitats:
- Nova Ålesund, Noruega, des de 1998.
- Randers, Dinamarca, des de 1947.
- Västerås, Suècia, des de 1947.
- Lahti, Finlàndia, des de 1947.
- Akureyri, Islàndia, des de 1949.
- Peterhead, Escòcia, des de 1967.
- Borgo a Mozzano, Itàlia, des de 1979.
- Tacoma, EUA, des de 1986.
- Ville d'Eu, França, des de 1996.